# ヴィルレ・ピエモンテ
ヴィルレ・ピエモンテ（伊: Virle Piemonte）は、イタリア共和国ピエモンテ州トリノ県にある、人口約1,100人の基礎自治体（コムーネ）。

## 地理

### 位置・広がり

#### 隣接コムーネ
隣接するコムーネは以下の通り。
- カスタニョーレ・ピエモンテ
- チェルチェナスコ
- オザージオ
- パンカリエーリ
- ヴィゴーネ